# Ignazio Clemente Delgado
Ignazio Clemente Delgado y Cebrián (in spagnolo: Ignacio Clemente Delgado y Cebrián) (Villafeliche, 23 novembre 1761 – Nam Định, 12 luglio 1838) è stato un vescovo cattolico e missionario spagnolo.
Religioso dell'Ordine dei frati predicatori: nel 1988 è stato proclamato santo da papa Giovanni Paolo II.

## Biografia
Entrò nell'Ordine in Spagna nel 1780. Fu ordinato sacerdote il 27 giugno 1787.
Compiuti gli studi, si imbarcò per il Messico e, attraversato l'Oceano Pacifico, raggiunse le Filippine. Successivamente si stabilì in Vietnam.
L'11 febbraio 1794 fu eletto coadiutore del vicario apostolico del Tonchino orientale e vescovo titolare di diocesi di Milopotamo. Il 20 settembre 1795 ricevette la consacrazione episcopale e il 2 aprile 1799 succedette al vicario apostolico del Tonchino orientale, mantenendo quest'incarico fino alla morte.
In cinquant'anni di apostolato missionario, non curandosi degli editti contrari, convertì i pagani, ordinò sacerdoti fra gli abitanti locali ed eresse molte case religiose.
Nel 1838 l'imperatore Minh Mạng iniziò la persecuzione dei cattolici vietnamiti: Ignazio, insieme ad altri confratelli, si rifugiò in una grotta, ma un ragazzo rivelò alle autorità il luogo del suo nascondiglio. Fu arrestato il 13 maggio 1838. Trascorse mesi di durissima prigionia in una gabbia esposta al sole senza voler rivelare particolari compromettenti altri cristiani; abbandonato alla fame, alla sete e colpito dalla dissenteria morì all'alba del 12 luglio, prima dell'esecuzione capitale, alla quale era stato condannato. Dopo la morte fu decapitato e i suoi resti furono gettati in un fiume.

## Culto
Il suo corpo fu recuperato da un pescatore, e il suo successore san Girolamo Hermosilla (anch'egli canonizzato) gli diede una sepoltura onorevole.
Fu beatificato il 27 maggio 1900 da papa Leone XIII e canonizzato il 19 giugno 1988 con la lettera decretale Quasi semine sanguinis di papa Giovanni Paolo II.
La sua memoria si celebra il 12 luglio.

## Genealogia episcopale e successione apostolica
La genealogia episcopale è:
- Cardinale Scipione Rebiba
- Cardinale Giulio Antonio Santori
- Cardinale Girolamo Bernerio, O.P.
- Arcivescovo Galeazzo Sanvitale
- Cardinale Ludovico Ludovisi
- Cardinale Luigi Caetani
- Cardinale Ulderico Carpegna
- Cardinale Paluzzo Paluzzi Altieri degli Albertoni
- Papa Benedetto XIII
- Papa Benedetto XIV
- Papa Clemente XIII
- Cardinale Giovanni Francesco Albani
- Papa Pio VI
- Cardinale Carlo Bellisomi
- Vescovo Marcelino José Da Silva
- Vescovo Jacques-Benjamin Longer, M.E.P.
- Vescovo Feliciano Alonso, O.P.
- Vescovo Ignacio Clemente Delgado y Cebrián, O.P.

La successione apostolica è:
- Vescovo Domingo Henares de Zafra Cubero, O.P. (1803)